# Chemotactism
Chemotactismul reprezintă răspunsul la excitanți chimici a materiei vii.
Constă în mișcarea dirijată a organismelor inferioare, a unor celule mobile (spermatozoizi, leucocite etc.) sau chiar a unor părți componente ale celulei (nucleu, plastide) față de stimuli chimici.
Chemotactismul joacă un rol important în căutarea hranei și în procesul de fagocitoză.
Acest articol conține text din Dicționarul enciclopedic român (1962-1966), aflat acum în domeniul public.